# سنجارة
قبيلة زوبع هي قبيلة كانت تسكن نجداً والآن قسم منها في نجد والقسم الآخر في العراق وسورية والأردن. نخوتهم العامة «زوبع» والخاصة الطنايا ويقال أن أصل تسميتهم هو أن جدهم الأول قد ربته أمة يقال لها «سنجارة» فسموا باسمها للسبب المذكور في نخوة العامود. ولا يوجد رئيس عام لهم فكل فخذ عليه رئيس واصلهم زوبع من طيء من نسل زيد الخير وينتمون إلى طيء هكذا يحفظون نسبهم. ولعل طارقة دعت إلى اتفاقهم مع سائر شمر الطائية وكلهم ينتمون إلى قحطان.